# 바를레타안드리아트라니도

바를레타안드리아트라니도의 위치

바를레타안드리아트라니도(이탈리아어: Provincia di Barletta-Andria-Trani)은 이탈리아 남부 풀리아주에 있는 도다. 면적 1,543 km2, 인구 391,705(2010). 2009년 바리도와 포자도의 바를레타·안드리아·트라니의 세 도시를 중심으로 한 10개 자치단체를 이관받아 신설한 도다. 도청은 바를레타·안드리아·트라니 세 도시에 공동으로 두고 있다.